# George Watson (rugby)
Pour les articles homonymes, voir George Watson et Watson.
Pas d'image ? Cliquez ici

b Matchs officiels uniquement.
Dernière mise à jour le 17 janvier 2025.
George Watson, né le 6 janvier 1885 à Brisbane et mort en 1961, est un joueur de rugby à XV et de rugby à XIII australien. Il jouait au poste d'ailier.

## Biographie
George Watson était un joueur pionnier au plus haut niveau. Il est sélectionné avec l'équipe d'Australie de rugby à XV contre les All Blacks en visite en tournée en 1907. Il change de code. Il est sélectionné pour le deuxième test de 1908 contre la Nouvelle-Zélande. Cinq anciens Wallabies avaient débuté pour les Kangourous (Kangaroos) dans le premier test trois semaines auparavant. Bill Hardcastle et George Watson deviennent les 6e et 7e Australiens à être internationaux dans les 2 codes.  

## Palmarès

### Rugby à XV
- 1 sélection avec l'équipe d'Australie de rugby à XV

### Rugby à XIII
- 1 sélection avec l'équipe d'Australie de rugby à XIII